# 金美秀
金美秀（韓語：김미수，1992年3月16日—2022年1月5日），韩国演员、模特儿，代表作《口红革命》、《小世界》，凭借电视剧《Hi Bye, Mama!》一炮而红。

## 去世
2022年1月5日，金美秀去世，得年29岁，死因尚未明确。葬礼以私人非公開形式举行。JTBC播出的浪漫题材电视剧《雪降花》成为遗作。与她共同参演《雪降花》的女团BLACKPINK成员Jisoo以及剧组其他演员都在个人社交媒体发文悼念。
另外，金美秀在Disney+預定在2022年上半年播出的韓劇《第六感之吻》（Kiss Six Sense）中，该剧因金美秀的突然离世暂停拍攝，剧集第二天继续拍摄。金美秀在剧中扮演廣告公司AE，企劃一組主任金敏熙，是徐智慧的指導後輩很能洞悉他人心思。據2022年6月29日上線的第11集內容，到10分26秒前尚有她的鏡頭。

## 影视作品

### 電視劇
- 2019年：JTBC《麝香貓人[17]》飾 鄭智賢
- 2020年：tvN《Hi Bye, Mama![18]》飾 車妍智
- 2020年：KBS2《出師表[19]》飾 權裕英
- 2020年：Netflix《非常校護檔案[20]》飾 黃佳英
- 2020年：KBS2 KBS Drama Special《One Night[21]》
- 2021年：tvN《柔美的細胞小將》飾 奇子英（特別出演）
- 2021年：Netflix《地獄公使》飾 司祭
- 2021年：JTBC《雪降花[22]》飾 呂貞敏
- 2022年：Disney+《第六感之吻》飾 金敏熙
- 2022年：tvN《柔美的細胞小將２》飾 奇子英（特別出演）

### 电影
- 2018年：《口红革命》[23]
- 2019年：《回忆（朝鲜语：메모리즈 (2019년 7월 영화)）》[24]
- 2019年：《小世界》[25]
- 2021年：《謗法：在此矣》
- 2023年：《單身首爾》饰演 吕信爱